# Lista zgromadzeń przedstawicielskich
     Państwa z parlamentami dwuizbowymi
     Państwa z parlamentami jednoizbowymi
     Państwa z parlamentami jednoizbowymi oraz komitetami doradczymi
     Brak parlamentu

Państwa z parlamentami dwuizbowymi
Państwa z parlamentami jednoizbowymi
Państwa z parlamentami jednoizbowymi oraz komitetami doradczymi
Brak parlamentu

Lista zgromadzeń przedstawicielskich w państwach świata, na terytoriach zależnych oraz w organizacjach międzynarodowych.

## Lista zgromadzeń przedstawicielskich w organizacjach międzynarodowych

### Zgromadzeniaunikameralne
| Organizacja                             | Nazwa zgromadzenia            | Kadencja | Liczba członków | Wybory                                                         |
| --------------------------------------- | ----------------------------- | -------- | --------------- | -------------------------------------------------------------- |
|                                         | Parlament Latynoamerykański   |          | 276             | delegacja; powszechne, 12 posłów na kraj                       |
| Wspólny Rynek Południa                  | Parlament Mercosuru           | 4 lata   | 186             | delegacja; powszechne, system proporcjonalny                   |
| System Integracji Środkowoamerykańskiej | Parlament Środkowoamerykański | 4 lata   | 120             | powszechne, system proporcjonalny                              |
| Wspólnota Andyjska                      | Parlament Andyjski            | 4 lata   | 25              | delegacja; powszechne, system proporcjonalny, 5 posłów na kraj |
| Unia Europejska                         | Parlament Europejski          | 5 lat    | 705             | powszechne, system proporcjonalny                              |

## Lista zgromadzeń przedstawicielskich w państwach świata

### Zgromadzeniaunikameralne
| Państwo                                    | Nazwa zgromadzenia                                   | Kadencja | Liczba członków       | Wybory                                                                 |
| ------------------------------------------ | ---------------------------------------------------- | -------- | --------------------- | ---------------------------------------------------------------------- |
| Republika Albanii                          | Zgromadzenie Albanii                                 | 4 lata   | 140                   | powszechne, system proporcjonalny                                      |
| Księstwo Andory                            | Rada Generalna                                       | 4 lata   | 28                    | powszechne, system mieszany                                            |
| Republika Angoli                           | Zgromadzenie Narodowe                                | 4 lata   | 220                   | powszechne, system proporcjonalny                                      |
| Republika Armenii                          | Zgromadzenie Narodowe                                | 4 lata   | 107                   | powszechne, system proporcjonalny                                      |
| Republika Azerbejdżanu                     | Zgromadzenie Narodowe                                | 5 lat    | 125                   | powszechne, system większościowy                                       |
| Ludowa Republika Bangladeszu               | Zgromadzenie Narodowe                                | 5 lat    | 350                   | bezpośrednie i pośrednie, system większościowy                         |
| Republika Beninu                           | Zgromadzenie Narodowe                                | 4 lata   | 83                    | powszechne, system proporcjonalny                                      |
| Republika Bułgarii                         | Zgromadzenie Narodowe                                | 4 lata   | 240                   | powszechne, system proporcjonalny                                      |
| Burkina Faso                               | Zgromadzenie Narodowe                                | 5 lat    | 127                   | powszechne, system proporcjonalny                                      |
| Chińska Republika Ludowa                   | Ogólnochińskie Zgromadzenie Przedstawicieli Ludowych | 5 lat    | 2987                  | pośrednie                                                              |
| Republika Cypryjska                        | Izba Reprezentantów                                  | 5 lat    | 56                    | powszechne                                                             |
| Republika Czadu                            | Zgromadzenie Narodowe                                | 4 lata   | 188                   | powszechne, system mieszany                                            |
| Królestwo Danii                            | Folketing                                            | 4 lata   | 179                   | powszechne, system proporcjonalny/delegacja przez regiony autonomiczne |
| Republika Dżibuti                          | Zgromadzenie Narodowe                                | 5 lat    | 65                    | powszechne, system proporcjonalny                                      |
| Arabska Republika Egiptu                   | Zgromadzenie Ludowe                                  | 5 lat    | 508                   | powszechne, system większościowy                                       |
| Republika Estońska                         | Riigikogu                                            | 4 lata   | 101                   | powszechne, system proporcjonalny                                      |
| Republika Fidżi                            | Parlament Fidżi                                      | 4 lata   | 50                    | powszechne, system proporcjonalny                                      |
| Republika Finlandii                        | Eduskunta                                            | 4 lata   | 200                   | powszechne, system proporcjonalny                                      |
| Islamska Republika Gambii                  | Zgromadzenie Narodowe                                | 5 lat    | 53                    | powszechne, system większościowy                                       |
| Republika Grecka                           | Parlament                                            | 4 lata   | 300                   | powszechne, system proporcjonalny                                      |
| Gruzja                                     | Parlament                                            | 4 lata   | 150                   | powszechne, system proporcjonalny                                      |
| Republika Gwinei                           | Zgromadzenie Narodowe                                | 5 lat    | 114                   | powszechne, system proporcjonalny                                      |
| Republika Hondurasu                        | Kongres Narodowy                                     | 4 lata   | 128                   | powszechne, system proporcjonalny                                      |
| Republika Chorwacji                        | Sabor                                                | 4 lata   | 100-160 (obecnie 151) | powszechne, system proporcjonalny                                      |
| Republika Iraku                            | Rada Reprezentantów                                  | 4 lata   | 328                   | powszechne, system proporcjonalny                                      |
| Islamska Republika Iranu                   | Islamskie Zgromadzenie Konsultatywne                 | 4 lata   | 290                   | powszechne                                                             |
| Republika Islandii                         | Althing                                              | 4 lata   | 63                    | powszechne, system proporcjonalny                                      |
| Państwo Izrael                             | Kneset                                               | 4 lata   | 120                   | powszechne, system proporcjonalny                                      |
| Republika Kamerunu                         | Zgromadzenie Narodowe                                | 5 lat    | 180                   | powszechne, system mieszany                                            |
| Republika Kirgiska                         | Rada Najwyższa                                       | 5 lat    | 120                   | powszechne, system proporcjonalny                                      |
| Republika Kiribati                         | Maneaba ni Maungatabu                                | 4 lata   | 46                    | powszechne                                                             |
| Republika Korei                            | Zgromadzenie Narodowe                                | 4 lata   | 300                   | powszechne, system mieszany                                            |
| Koreańska Republika Ludowo-Demokratyczna   | Najwyższe Zgromadzenie Ludowe                        | 5 lat    | 687                   | powszechne                                                             |
| Republika Libańska                         | Zgromadzenie Narodowe                                | 4 lata   | 128                   | powszechne, system proporcjonalny                                      |
| Księstwo Liechtensteinu                    | Landtag                                              | 4 lata   | 25                    | powszechne, system proporcjonalny                                      |
| Republika Litewska                         | Sejm Republiki Litewskiej                            | 4 lata   | 141                   | powszechne, system mieszany                                            |
| Wielkie Księstwo Luksemburga               | Izba Deputowanych                                    | 5 lat    | 60                    | powszechne, system większościowy                                       |
| Republika Łotewska                         | Sejm                                                 | 4 lata   | 100                   | powszechne, system proporcjonalny                                      |
| Republika Macedonii Północnej              | Zgromadzenie Republiki Macedonii Północnej           | 4 lata   | 123                   | powszechne, system proporcjonalny                                      |
| Republika Malawi                           | Zgromadzenie Narodowe                                | 5 lat    | 194                   | powszechne, system większościowy                                       |
| Republika Malty                            | Izba Reprezentantów                                  | 5 lat    | 69                    | powszechne, system proporcjonalny                                      |
| Republika Mauritiusu                       | Zgromadzenie Narodowe                                | 5 lat    | 70                    | powszechne, system większościowy                                       |
| Republika Mołdawii                         | Parlament                                            | 4 lata   | 101                   | powszechne, system proporcjonalny                                      |
| Księstwo Monako                            | Rada Narodowa                                        | 4 lata   | 24                    | powszechne, system mieszany                                            |
| Mongolia                                   | Wielki Churał Państwowy                              | 4 lata   | 76                    | powszechne                                                             |
| Republika Mozambiku                        | Zgromadzenie Republiki Mozambiku                     | 5 lat    | 250                   | powszechne, system proporcjonalny                                      |
| Republika Nauru                            | Parlament                                            | 3 lata   | 19                    | powszechne, system większościowy                                       |
| Republika Nigru                            | Zgromadzenie Narodowe                                | 5 lat    | 113                   | powszechne, system mieszany                                            |
| Republika Nikaragui                        | Zgromadzenie Narodowe                                | 5 lat    | 92                    | powszechne, system proporcjonalny                                      |
| Królestwo Norwegii                         | Storting                                             | 4 lata   | 169                   | powszechne, system proporcjonalny                                      |
| Nowa Zelandia                              | Izba Reprezentantów                                  | 3 lata   | 120                   | powszechne, system większościowy                                       |
| Republika Portugalska                      | Zgromadzenie Republiki                               | 4 lata   | 230                   | powszechne, system proporcjonalny                                      |
| Republika Zielonego Przylądka              | Zgromadzenie Narodowe                                | 5 lat    | 72                    | powszechne, system proporcjonalny                                      |
| Republika Salwadoru                        | Zgromadzenie Ustawodawcze                            | 3 lata   | 84                    | powszechne                                                             |
| Republika San Marino                       | Wielka Rada Generalna                                | 5 lat    | 60                    | powszechne, system proporcjonalny                                      |
| Republika Serbii                           | Zgromadzenie Narodowe                                | 4 lata   | 250                   | powszechne, system większościowy                                       |
| Republika Seszeli                          | Zgromadzenie Narodowe                                | 5 lat    | 34                    | powszechne, system większościowy                                       |
| Republika Słowacka                         | Rada Narodowa                                        | 4 lata   | 150                   | powszechne, system proporcjonalny                                      |
| Republika Surinamu                         | Zgromadzenie Narodowe                                | 5 lat    | 51                    | powszechne, system proporcjonalny                                      |
| Republika Środkowoafrykańska               | Zgromadzenie Narodowe                                | 5 lat    | 105                   | powszechne, system większościowy                                       |
| Królestwo Szwecji                          | Riksdag                                              | 4 lata   | 349                   | powszechne, system proporcjonalny                                      |
| Zjednoczona Republika Tanzanii             | Zgromadzenie Narodowe                                | 5 lat    | 357                   | powszechne                                                             |
| Demokratyczna Republika Timoru Wschodniego | Parlament Narodowy Timoru Wschodniego                | 5 lat    | 65                    | powszechne, system proporcjonalny                                      |
| Republika Togijska                         | Zgromadzenie Narodowe                                | 5 lat    | 91                    | powszechne, system proporcjonalny                                      |
| Republika Turcji                           | Wielkie Zgromadzenie Narodowe Turcji                 | 5 lat    | 550                   | powszechne, system proporcjonalny                                      |
| Ukraina                                    | Rada Najwyższa Ukrainy                               | 5 lat    | 450                   | powszechne, system mieszany                                            |
| Państwo Watykańskie                        | Papieska Komisja ds. Państwa Watykańskiego           | 5 lat    | 7                     | 6 członków mianowanych bezpośrednio przez papieża                      |
| Węgry                                      | Zgromadzenie Narodowe                                | 4 lata   | 199                   | powszechne, system mieszany                                            |
| Wyspy Salomona                             | Parlament Narodowy                                   | 4 lata   | 50                    | powszechne, system większościowy                                       |
| Republika Zambii                           | Zgromadzenie Narodowe                                | 5 lat    | 158                   | powszechne, system proporcjonalny                                      |

### Zgromadzeniabikameralne
| Państwo                                                      | Nazwa zgromadzenia                | Izba niższa                  | Izba niższa | Izba niższa     | Izba niższa                                                  | Izba wyższa             | Izba wyższa                                      | Izba wyższa     | Izba wyższa                                                                                            |
| Państwo                                                      | Nazwa zgromadzenia                | Nazwa                        | Kadencja    | Liczba członków | Wybory                                                       | Nazwa                   | Kadencja                                         | Liczba członków | Wybory                                                                                                 |
| ------------------------------------------------------------ | --------------------------------- | ---------------------------- | ----------- | --------------- | ------------------------------------------------------------ | ----------------------- | ------------------------------------------------ | --------------- | --- |
| Islamska Republika Afganistanu                               | Zgromadzenie Narodowe             | Izba Ludowa                  | 5 lat       | 250             | powszechne                                                   | Izba Starszych          | 3–5 lat                                          | 102             | większościowe                                                                                          |
| Algierska Republika Ludowo-Demokratyczna                     | Parlament                         | Narodowe Zgromadzenie Ludowe | 6 lat       | 462             | powszechne, system proporcjonalny                            | Rada Narodu             | 5 lat                                            | 144             | pośrednie; członkowie mianowani przez prezydenta                                                       |
| Republika Argentyńska                                        | Kongres Narodowy                  | Izba Deputowanych            | 4 lata      | 257             | powszechne, system proporcjonalny                            | Senat                   | 6 lat; jedna trzecia składu wymieniana co 2 lata | 72              | powszechne                                                                                             |
| Związek Australijski                                         | Parlament                         | Izba Reprezentantów          | 3 lata      | 150             | powszechne, system preferencyjny                             | Senat                   | 6 lat; jedna druga składu wymieniana co 3 lata   | 76              | powszechne, system proporcjonalny                                                                      |
| Republika Austrii                                            | Parlament                         | Rada Narodowa                | 4 lata      | 183             | powszechne, system proporcjonalny                            | Rada Federalna          | –                                                | 61              | przez parlamenty krajowe                                                                               |
| Barbados                                                     | Parlament                         | Izba Zgromadzenia            | 5 lat       | 30              | powszechne, system większościowy                             | Senat                   | 5 lat                                            | 21              | przez prezydenta, premiera oraz lidera opozycji                                                        |
| Królestwo Belgii                                             | Parlament                         | Izba Reprezentantów          | 5 lat       | 150             | powszechne, system proporcjonalny                            | Senat                   | 5 lat                                            | 60              | powszechne/przez rady prowincjonalne                                                                   |
| Królestwo Bhutanu                                            | Parlament                         | Zgromadzenie Narodowe        | 5 lat       | 47              | powszechne                                                   | Rada Narodowa           | 5 lata                                           | 25              | powszechne; pięciu członków mianowanych przez króla                                                    |
| Republika Białorusi                                          | Parlament                         | Izba Reprezentantów          | 4 lata      | 110             | powszechne, system większości bezwzględnej (fałszowane)      | Rada Republiki          | 4 lata                                           | 64              | delegowane przez samorządy w tym ośmiu przez prezydenta                                                |
| Bośnia i Hercegowina                                         | Zgromadzenie Parlamentarne        | Izba Reprezentantów          | 4 lata      | 42              | powszechne, według klucza narodowościowego                   | Izba Narodów            | 4 lata                                           | 15              | powszechne, według klucza narodowościowego                                                             |
| Federacyjna Republika Brazylii                               | Kongres Narodowy                  | Izba Deputowanych            | 4 lata      | 513             | powszechne, system proporcjonalny                            | Senat                   | 8 lat                                            | 81              | powszechne                                                                                             |
| Republika Czeska                                             | Parlament                         | Izba Poselska                | 4 lata      | 200             | powszechne, system proporcjonalny                            | Senat                   | 6 lat; jedna trzecia składu wymieniana co 2 lata | 81              | powszechne, system większościowy                                                                       |
| Demokratyczna Republika Konga                                | Parlament                         | Zgromadzenie Narodowe        | 5 lat       | 500             | powszechne, system mieszany                                  | Senat                   | 5 lat                                            | 108             | przez parlamenty poszczególnych prowincji                                                              |
| Republika Francuska                                          | Parlament                         | Zgromadzenie Narodowe        | 5 lat       | 577             | powszechne, system większości bezwzględnej                   | Senat                   | 6 lat; jedna druga składu wymieniana co 3 lata   | 348             | przez przedstawicieli samorządów lokalnych                                                             |
| Królestwo Hiszpanii                                          | Kortezy Generalne                 | Kongres Deputowanych         | 4 lata      | 350             | powszechne, system proporcjonalny                            | Senat                   | 4 lata                                           | 266             | powszechne, system większościowy/delegacja przez wspólnoty autonomiczne                                |
| Królestwo Niderlandów                                        | Stany Generalne                   | Tweede Kamer                 | 4 lata      | 150             | powszechne, system proporcjonalny                            | Eerste Kamer            | 4 lata                                           | 75              | delegacja przez parlamenty prowincjonalne                                                              |
| Republika Indii                                              | Sansad                            | Lok Sabha                    | 5 lat       | 543             | powszechne, system większości względnej                      | Rajya Sabha             | 6 lat; jedna trzecia składu wymieniana co 2 lata | 244             | przez parlamenty stanowe                                                                               |
| Irlandia                                                     | Oireachtas                        | Izba Reprezentantów          | 5 lat       | 166             | powszechne, system proporcjonalny                            | Senat                   | –                                                | 60              | delegacja przez premiera, uniwersytety, Izbę Reprezentantów, poprzedni Senat, władze lokalne           |
| Japonia                                                      | Zgromadzenie Narodowe             | Izba Reprezentantów          | 4 lata      | 480             | powszechne, system mieszany                                  | Izba Radców             | 6 lat; jedna druga składu wymieniana co 3 lata   | 242             | powszechne, system mieszany                                                                            |
| Królestwo Kambodży                                           | Parlament                         | Zgromadzenie Narodowe        | 5 lat       | 123             | powszechne, system proporcjonalny                            | Senat                   | 6 lat                                            | 61              | pośrednie; przez przedstawicieli władz lokalnych, dwóch przez króla, dwóch przez Zgromadzenie Narodowe |
| Kanada                                                       | Parlament                         | Izba Gmin                    | 5 lat       | 308             | powszechne, system większości względnej                      | Senat                   | –                                                | 105             | delegacja przez gubernatora generalnego                                                                |
| Republika Kazachstanu                                        | Parlament                         | Mażylis                      | 5 lat       | 107             | powszechne, system mieszany                                  | Senat                   | 6 lat; jedna druga składu wymieniana co 3 lata   | 47              | przez władze regionalne oraz prezydenta                                                                |
| Republika Liberii                                            | Parlament                         | Izba Reprezentantów          | 6 lat       | 64              | powszechne                                                   | Senat                   | 9 lat                                            | 30              | powszechne                                                                                             |
| Królestwo Marokańskie                                        | Parlament                         | Zgromadzenie Reprezentantów  | 5 lat       | 395             | powszechne, system proporcjonalny                            | Zgromadzenie Radców     | 9 lat; jedna trzecia składu wymieniana co 3 lata | 270             | pośrednie                                                                                              |
| Islamska Republika Mauretańska                               | Parlament                         | Zgromadzenie Narodowe        | 5 lat       | 95              | powszechne, system większościowy                             | Senat                   | 6 lat; jedna trzecia składu wymieniana co 2 lata | 56              | pośrednie                                                                                              |
| Meksykańskie Stany Zjednoczone                               | Kongres                           | Izba Deputowanych            | 3 lata      | 500             | powszechne                                                   | Senat                   | 6 lat                                            | 128             | powszechne, system większościowy                                                                       |
| Republika Federalna Niemiec                                  | Parlament Związkowy               | Bundestag                    | 4 lata      | 709             | powszechne, system mieszany                                  | Bundesrat               | –                                                | 69              | delegacja przez rządy krajowe                                                                          |
| Federalna Republika Nigerii                                  | Zgromadzenie Narodowe             | Izba Reprezentantów          | 4 lata      | 360             | powszechne, system większościowy                             | Senat                   | 4 lata                                           | 109             | powszechne, system większościowy                                                                       |
| Republika Palau                                              | Kongres Narodowy                  | Izba Przedstawicieli         | 4 lata      | 16              | powszechne, system większościowy                             | Senat                   | 4 lata                                           | 9               | powszechne                                                                                             |
| Rzeczpospolita Polska                                        | Parlament (Zgromadzenie Narodowe) | Sejm                         | 4 lata      | 460             | powszechne, system proporcjonalny                            | Senat                   | 4 lata                                           | 100             | powszechne, system większości względnej                                                                |
| Republika Południowej Afryki                                 | Parlament                         | Zgromadzenie Narodowe        | 5 lat       | 400             | powszechne, system proporcjonalny                            | Narodowa Rada Prowincji | 5 lat                                            | 90              | pośrednie                                                                                              |
| Federacja Rosyjska                                           | Zgromadzenie Federalne            | Duma Państwowa               | 4 lata      | 450             | powszechne, system mieszany                                  | Rada Federacji          | –                                                | 170             | delegacja przez podmioty federacji                                                                     |
| Rumunia                                                      | Parlament                         | Izba Deputowanych            | 4 lata      | 388             | powszechne                                                   | Senat                   | 4 lata                                           | 137             | powszechne                                                                                             |
| Republika Senegalu                                           | Parlament                         | Zgromadzenie Narodowe        | 5 lat       | 150             | powszechne, system mieszany                                  | Senat                   | 5 lat                                            | 100             | pośrednie                                                                                              |
| Republika Słowenii                                           | Parlament                         | Zgromadzenie Państwowe       | 4 lata      | 90              | powszechne, system proporcjonalny                            | Rada Państwa            | 5 lat                                            | 40              | delegacja przez samorządy zawodowe i terytorialne                                                      |
| Stany Zjednoczone Ameryki                                    | Kongres Stanów Zjednoczonych      | Izba Reprezentantów          | 2 lata      | 435             | powszechne, system większości względnej z wyj. Luizjany      | Senat                   | 6 lat; jedna trzecia składu wymieniana co 2 lata | 100             | powszechne, system większości względnej                                                                |
| Konfederacja Szwajcarska                                     | Zgromadzenie Federalne            | Rada Narodowa                | 4 lata      | 200             | powszechne, system proporcjonalny                            | Rada Kantonów           | 4 lata                                           | 46              | zależne od kantonu                                                                                     |
| Zjednoczone Królestwo Wielkiej Brytanii i Irlandii Północnej | Parlament Wielkiej Brytanii       | Izba Gmin                    | 5 lat       | 650             | powszechne, system większości względnej z wyj. Irlandii Płn. | Izba Lordów             | –                                                | obecnie 781     | brak                                                                                                   |
| Republika Włoska                                             | Parlament                         | Izba Deputowanych            | 5 lat       | 400             | powszechne, system mieszany                                  | Senat                   | 5 lat                                            | 205             | powszechne, system mieszany/nominacja                                                                  |

## Lista zgromadzeń przedstawicielskich na terytoriach zależnych

### Zgromadzeniaunikameralne
| Terytorium       | Zależne od       | Nazwa zgromadzenia                  | Kadencja | Liczba członków | Wybory                                                     |
| ---------------- | ---------------- | ----------------------------------- | -------- | --------------- | ---------------------------------------------------------- |
| Bailwat Jersey   | Korona Brytyjska | Stany Jersey (Zgromadzenie Stanowe) | 4 lata   | 51              | powszechne, system większościowy                           |
| Gibraltar        | Wielka Brytania  | Parlament Gibraltaru                | 4,5 roku | 17              | powszechne, system większościowy                           |
| Grenlandia       | Dania            | Landsting                           | 4 lata   | 31              | powszechne                                                 |
| Bailwat Guernsey | Korona Brytyjska | Stany Guernsey                      | 4 lata   | 40              | pośrednie; system większościowy, delegacja przez samorządy |
| Wyspy Alandzkie  | Finlandia        | Lagting                             | 4 lata   | 30              | powszechne, system proporcjonalny                          |
| Wyspy Owcze      | Dania            | Løgting                             | 4 lata   | 33              | powszechne, system proporcjonalny                          |

Zgromadzenia bikameralne
| Terytorium | Zależne od       | Nazwa zgromadzenia | Kadencja | Izba niższa | Izba niższa     | Izba niższa                      | Izba wyższa       | Izba wyższa     | Izba wyższa                             |
| Terytorium | Zależne od       | Nazwa zgromadzenia | Kadencja | Nazwa       | Liczba członków | Wybory                           | Nazwa             | Liczba członków | Wybory                                  |
| ---------- | ---------------- | ------------------ | -------- | ----------- | --------------- | -------------------------------- | ----------------- | --------------- | --------------------------------------- |
| Wyspa Man  | Korona Brytyjska | Trybunał Tynwald   | 5 lat    | Izba Kluczy | 24              | powszechne, system większościowy | Rada Ustawodawcza | 17              | ex officio, mianowani przez izbę niższą |

## Lista zgromadzeń przedstawicielskich w państwach nieuznawanych i terytoriach spornych
| Terytorium                          | Nazwa zgromadzenia     | Kadencja | Liczba członków | Wybory                                             |
| ----------------------------------- | ---------------------- | -------- | --------------- | -------------------------------------------------- |
| Republika Abchazji                  | Zgromadzenie Ludowe    | 5 lat    | 35              | powszechne; system jednomandatowy                  |
| Turecka Republika Cypru Północnego  | Zgromadzenie Republiki | 5 lat    | 50              | powszechne; systemy proporcjonalny i mieszany      |
| Republika Kosowo                    | Zgromadzenie Republiki | 4 lata   | 120             | powszechne; systemy bezpośredni i proporcjonalny   |
| Mołdawska Republika Naddniestrza    | Najwyższa Rada         | 5 lat    | 43              | powszechne; system jednomandatowy                  |
| Republika Osetii Południowej        | Parlament              | 5 lat    | 34              | powszechne; system proporcjonalny                  |
| Państwo Palestyna                   | Rada Narodowa          | 4 lata   | 132             |                                                    |
| Arabska Republika Sahary Zachodniej | Rada Narodowa          | 2 lata   | 53              | system jednomandatowy                              |
| Tajwan (Republika Chińska)          | Lifa Yuan              | 4 lata   | 113             | powszechne; systemy jednomandatowy, proporcjonalny |

| Terytorium           | Nazwa zgromadzenia | Kadencja | Izba niższa         | Izba niższa     | Izba niższa | Izba wyższa        | Izba wyższa     | Izba wyższa |
| Terytorium           | Nazwa zgromadzenia | Kadencja | Nazwa zgromadzenia  | Liczba członków | Wybory      | Nazwa zgromadzenia | Liczba członków | Wybory      |
| -------------------- | ------------------ | -------- | ------------------- | --------------- | ----------- | ------------------ | --------------- | ----------- |
| Republika Somaliland | Parlament          | 5 lat    | Izba Reprezentantów | 82              | powszechne  | Izba Starszych     | 82              | powszechne  |